# 富爾頓 (紐約州斯科哈里縣)
富爾頓（英語：Fulton）是一個位於美國紐約州斯科哈里縣的鎮。

## 人口
根據2020年美國人口普查的數據，富爾頓的面積為168.20平方千米，皆為陸地。當地共有人口1199人，而人口密度為每平方千米7人。